# De Veluwe (spoorwegmaatschappij)
De Veluwe was een Nederlandse spoorwegmaatschappij, opgericht op 10 december 1896, die een lokaalspoorweg tussen Nijkerk en Ede-Wageningen via Barneveld beheerde. De exploitatie werd door de Nederlandsche Centraal-Spoorweg-Maatschappij en later door de Nederlandse Spoorwegen verzorgd. In 1935 werd de maatschappij door de staat genaast, waarna de spoorlijn werd verkocht aan de NS en de maatschappij De Veluwe werd geliquideerd.